# Prosopocera somaliensis
Prosopocera somaliensis là một loài bọ cánh cứng trong họ Cerambycidae.